# Прострел албанский
Простре́л алба́нский (лат. Pulsatílla albána) — многолетнее травянистое растение, вид рода Прострел (Pulsatilla) семейства Лютиковые (Ranunculaceae). Ряд исследователей включают этот род в состав рода Ветреница (Anemone).

## Ботаническое описание
Растение 5—18 см высотой, в состоянии плодоношения до 30 см высотой.
Корневые листья с пластинкою 2,5—6 см длиной, в очертании продолговатые, дважды перисто-рассечённые, с дважды перисто-раздельными сегментами, с 3—4 парами сегментов первого порядка и с сегментами второго порядка глубоко перисто-раздельными на небольшие ланцетовидные или большей частью линейные, большей частью туповатые, цельнокрайные или слегка надрезанно-зубчатые дольки, в особенности в молодом состоянии и притом главным образом снизу мохнато-волосистые, появляются почти одновременно с цветками.
Листочки покрывала 1,5—3 см длиной, с линейными, островатыми, цельными или слегка надрезанными долями. Цветки колокольчатые, с суженным основанием, наклонённые или большей частью поникающие; листочки околоцветника 18—25 мм длиной, продолговато-эллиптические, с отогнутыми кнаружи кончиками, жёлтые, снаружи густо прижато-шелковисто-волосистые. Тычинки короче листочков околоцветника на 1⁄3—¼ длины последних. Цветёт в мае — июле.
Плодики с короткими, толстыми остями 2—2,5 см длиной, кверху прилегающе волосистыми, на самой верхушке голыми.
Вид описан с горы Шах—Даг.

## Распространение
Территория бывшего СССР: Азербайджан, Дагестан, Предкавказье; Азия: Иран (северо-запад).
Растёт на лугах и скалах (главным образом известняки, но также первозданные породы) в альпийской зоне, реже в субальпийской и лесной зонах.